# Tetrakord
Tetrakord avser fyra närliggande toner och är grunden för tonskalor. Begreppet har introducerats av antika Greklands musikologer. Följande tetrakorder var kända och med följande tonintervall:
- Diatoniska
  - Jonisk (1–1–½; till exempel C–D–E–F)
  - Dorisk (1–½–1; till exempel D–E–F–G)
  - Frygisk (½–1–1; till exempel E–F–G–A)
- Kromatisk (½–½–½; till exempel C–Ciss–D–Diss)
- Enharmonisk (2–1/4–1/4; till exempel med användning av kvartstoner eller andra mikrointervall)